# Jan Zilvar
Jan Zilvar (* 15. ledna 1965) je český politik, manažer a bývalý moderátor, v letech 2014 až 2018 místopředseda hnutí Úsvit přímé demokracie, resp. Úsvit – Národní koalice (ve straně též zastával funkci výkonného tajemníka, později byl sekretářem).

## Život
Pracovní kariéru započal v roce 1986 v Klubu Na Petynce, v letech 1988 až 1991 působil jako redaktor a spoluautor Folk&Country Magazínu Českého rozhlasu. V roce 1990 spoluzaložil a dále pak redigoval časopis Folk&Country.
V letech 1991 až 1992 pracoval jako moderátor a reportér Radia Klubu Hlasu Ameriky. Mezi lety 1993 a 1998 moderoval pořady v Radiu Bonton a v letech 1998 až 2000 řídil v Českých Budějovicích jako výkonný ředitel Radio Faktor, Radio Faktor 2 a Eldorádio.
Od roku 2000 řídil pražské Country Radio a v roce 2005 se stal výkonným ředitelem česko-slovenské sítě rádií Hey. Jako autor a moderátor se podílel na pořadu Českého rozhlasu 6 Zaostřeno na média.
V roce 2006 se začal naplno věnovat marketingové a PR komunikaci, a to nejdříve ve společnosti Key production, později ve vlastní agentuře Czechberry. Spolupracoval na kampaních a projektech pro SNK-ED, ODS a VV.
V roce 2009 neúspěšně kandidoval na post generálního ředitele Českého rozhlasu.

## Politické působení
Je členem hnutí Úsvit přímé demokracie, v němž zastával od července 2013 funkci výkonného tajemníka. Ta se v červnu 2015 změnila na funkci sekretáře.
Ve volbách do Poslanecké sněmovny PČR v roce 2013 kandidoval za Úsvit na 2. místě jeho kandidátky v Praze, ale neuspěl (vzhledem k zisku jednoho mandátu v hlavním městě se stal prvním náhradníkem).
V roce 2014 se stal místopředsedou hnutí Úsvit přímé demokracie. Tuto funkci obhájil i v srpnu 2015, kdy hnutí na volební konferenci změnilo název na Úsvit – národní koalice. V listopadu 2016 byl na volebním sněmu zvolen 1. místopředsedou hnutí. Funkci zastával až do března 2018, kdy se hnutí transformovalo na spolek.